# Ikoma (Klan)

Wappen der Ikoma
(Ikoma-Rad)

Die Ikoma (japanisch 生駒氏, Ikoma-shi) waren eine Familie des japanischen Schwertadels (Buke), die sich von Fujiwara no Tokihira ableitete. Die Ikoma zählten zu den Tozama-Daimyō.
Der Name der Familie stammt von dem Lehen, in dem sie ursprünglich residierte, welche heute die Stadt Ikoma bildet. Unter Iehiro (家広) ließ sich die Familie während der späten Muromachi-Zeit im Bezirk Niwa in der Provinz Owari nieder.

## Genealogie
- Chikamasa (親正; 1526–1603) stand in den Diensten von Toyotomi Hideyoshi. Im Jahr 1578 belagerte er die Burg Shichijō in der Provinz Mimasaka, nahm 1583 an der Schlacht von Shizugatake und 1584 an der von Komaki teil. Dann erhielt er das Lehen Takashima (Provinz Ōmi) mit einem Einkommen von 23.000 Koku. Später wurde er nach Kambe (Provinz Ise) mit 41.000 Koku und dann 1587 auf die Burg Takamatsu (Provinz Sanuki) mit ebenfalls 60.000 Koku versetzt. Er nahm 1590 am Feldzug gegen die Burg Odawara und 1592 am Korea-Feldzug teil. Hideyoshi ernannte ihn zu einem der drei Chūrō.[A 1]
- Kazumasa (一正; 1555–1610), ein Sohn Chikamasas, schloss sich Tokugawa Ieyasu an, als dieser Ishida Kazushige bekriegte. Nach der Schlacht von Sekigahara wurde sein Einkommen auf 170.000 Koku erhöht.
- Masatoshi (正俊; 1586–1621), ein Sohn Kazumasas, stand in den Auseinandersetzungen im Jahr 1600 auf der Seite der Gegner Ieyasus und nahm am Feldzug gegen die Hosokawa in der Provinz Tango teil. Seine Seite wurde geschlagen, aber Ieyasu – unter der Berücksichtigung der Haltung seines Vaters – verzieh ihm. 1615 unterstützte er Tōdō Takatora bei der Belagerung des südlichen Teils der Burg Ōsaka.
- Takatoshi (高俊; 1611–1659), ein Sohn Masatoshis, folgte ihm als Daimyō. Auf Grund seiner schlechten Verwaltung – den Ikoma-Unruhen (生駒騒動 Ikoma sōdō), bei denen es zum Streit unter seinen Vasallen kam – wurde er 1640 abgesetzt und in die Provinz Dewa verbannt. Dort erhielt er das kleine Lehen Yashima[A 2] und musste sich mit einem Festen Haus (jin’ya) bei einem stark reduzierten Einkommen von 10.000 Koku begnügen.[3] In Yashima residierten seine Nachkommen bis zur Meiji-Restauration 1868. Danach erhielt das Oberhaupt den Titel Baron.